# 林毅安
林毅安（1981年1月26日—），別名林金毛，前台灣男歌手，擅長嘻哈、饒舌等音樂曲風。生於台灣台北，高中時期就讀台北市立建國高級中學，大學時期就讀國立交通大學資訊科學系（現已併入資訊工程學系），後赴美國就讀史丹佛大學資訊研究所，離開學校後一度於雅虎及微軟就職。2016年於美國紐約Two Sigma Investments擔任產品經理，並創業成立資訊產業公司。
自1999年考進交通大學時，遂加入該校的「星聲社」，以及跟一群好友組成「資資團」。那段期間，以「林金毛」為筆名來不斷發表許多首創作歌曲，其代表作《交大八舍烤香腸》就是在那時候完成的。2001年，因創作以成功大學MP3事件為主題的歌曲《成大MP3事件》使其受到更熱烈的支持，且加上新成員的加入，決定改團名為「幹譙堂」。2003年，正式得到交大畢業證書，但同時「幹譙堂」也因此正式解散。然後，參與一個名為「歌詞公園」的街頭活動，而先後認識到何長庚、高翔峰，直到要當兵之前，三人才組成嘻哈團體「城市之光」。後來赴美國讀書、就業，定居美國，離開歌壇。

## 音樂生涯

### 奠定
從小開始學習鋼琴，奠定日後的音樂創作。然後在讀國中時，因某次去法國留學的機會，而在那遇到一位女子，當時那位路人問他喜歡什麼樣的音樂，於是為了突顯自己的氣質，而向路人回答喜歡席琳狄翁的歌曲，偏偏因此遭到那名女子的唾棄，因為她回答喜歡的歌是嘻哈和搖滾的曲風，但因為認識那位路人，且也為了交到更多女子，使他開始研究搖滾樂。
讀完國中之後，考上建中。讀建中時，另外學習如何彈吉他，讓他更加奠定日後的音樂創作。

### 進入交大

#### 加入星聲社及成立「資資團」
民國88年（1999年），考上國立交通大學之後，遂加入交通大學的音樂社團───星聲社。另外，和同系學長朱乙仲 （页面存档备份，存于）等人組成一組樂團，同時楊和晉幫這組樂團取名為「資資團」。由於他經常被一些裝熟的學長所搗亂，所以在自己所居住的學校宿舍，與所屬樂團的成員一起集體詞曲創作《裝熟》，而進入交大後的第一首創作歌曲就因此誕生。發表之後，因歌詞內容有吐露自己被學長干擾的心聲，導致有許多位學長的責罵。
在同一年的某天，林金毛的好友在寢室中烤了香腸，引起了隔壁間的幾位同學在反應這件事，並且那些人在BBS站罵了他的某位好友，後來消息愈傳愈大，造成林金毛對此無法忍受，於是為了這件事，自己創作《交大八舍烤香腸》這首歌，來表達自己的看法。但仍然有些人因為這首歌，看他很不高興，於是他自己創作《我們不一樣》這首歌，這首歌不只單獨譴責許多人看林金毛不高興這件事，而且歌曲還講出對交大校長張俊彥主動找記者、厭倦偶像型歌手的看法。後來交大星聲社在這一年的12月31日舉辦一場期末發表會，林金毛公開演唱《交大八舍烤香腸》這首歌。
後來在民國90年（2001年）的寒假之後，正式成為星聲社的副社長。直到當年的上學期（指90學年度）要開始之前，才把副社長的職務和職權交接給他人，故變成了普通的社員。

#### 從「資資團」改為「幹譙堂」
2001年4月11日，成功大學MP3事件發生。事後，當事人顏大千在該校的某BBS板發表一篇實錄來發洩個人的情緒，並且允許其他人來轉錄，使文章被轉錄於各處。剛好當時的財團法人國際唱片業交流基金會（簡稱「台灣IFPI」）被大伙罵得臭頭時，正在準備應付期中考的林金毛收到許多網友、同學們的信，他們希望能創作一首歌來譴責這事件，於是他就答應大家的要求。接著，林金毛看到顏大千所寫的實錄，遂聯絡顏大千而獲得原文的著作權，使他能改編其內容來搭配自己創作的音樂。經歷一星期的時間，終於發表《成大MP3事件》這首歌。不久，來自同校DJ社的學長—陳建佑(DJ JoeC)—加入由林金毛帶領的資資團樂團，由於有新成員的加入，讓他們的團名由「資資團」更改為「G.G.T幹譙堂」。然後他創作《偶像明星夢》這首歌，這首歌表面上是勸說大家不能沉迷於當偶像的夢想，事實上是在批評沒有實力的偶像藝人。民國91年（2002年），受到「2002野台開唱派對」舉辦單位的邀請，而在8月30日的晚上九點二十分，於「聖界」（位於台北市忠孝東路）舉辦的野台開唱正式開唱。

### 城市之光

#### 成立
2003年，取得交大的畢業證書，同時「幹譙堂」也因此而正式解散。後來他參與每一個星期天的下午才有的街頭活動──「歌詞公園（Lyricist Park）」，而且在那遇到了何長庚（綽號阿貓），於是他們倆在那結交，以及開始一起在許多地方表演。直到當兵之前，跟何長庚、高翔峰兩人組成了「城市之光（Light Of City）」。

#### 跨刀相助
另外，嘻哈團體拷秋勤為了要參加第三屆街頭文化祭的MC組比賽，找來了林金毛和阿德一起聯合創作《起乩》，林金毛也藉由這首歌來批評現代傳播媒體及演藝圈的現象，後來讓拷秋勤在街頭文化祭結束後，獲得此屆的MC組Best Style。另外林金毛在這次幫助以後，常常擔任拷秋勤的歌曲編曲者。

#### 退伍之後
2005年，在退伍之後，城市之光宣佈「Light House」這音樂廠牌正式成立。接著，為了《光合作用》的專輯製作而開始於3月到4月之間集體趕工，則林金毛在每天的中午搭乘捷運到香腸家中協助，直到晚上十一、十二點之間才離開去搭捷運回家。這段期間，林金毛找來歌手唐艾萱當歌曲副歌部份的合音，且幾乎專輯的每一首副歌部份都有參與。另外，其他二人也邀請在音樂方面很厲害的親朋好友來協助。

#### 參與海洋音樂祭
同年的8月12日，城市之光參與第六屆海洋音樂祭的表演，打敗了八組參賽的搖滾樂團，在8月14日而獲得評審團大獎，不久在9月10日，獨立發行首張創作專輯《光合作用》。

#### 出國讀書
獲獎之後，林金毛決定出國到美國的史丹佛大學研究所讀書，所以目前暫時離開城市之光一陣子。不過他們另外找了擅長即興饒舌的創作夥伴的摩卡與老蔣，來加入城市之光。接著，他開始加入史丹佛台灣同學會，並且有段時間擔任這協會的公關。2008年，交大決定要在美國加州的聖克拉拉會議中心舉辦11月15日的校友會時，而邀請他來擔任校友會娛興節目時間的主持人。另外，曾為了於同一年舉行的第五屆灣區梅竹賽，而擔任過此項活動的籌備委員之一。

## 影響
在單曲陸續被發表之後，讓許多人以某首單曲為背景音樂來製作影片，像是《交大八舍烤香腸》、《成大MP3》這二首就有人上傳模擬歌曲內容的短劇影片於YouTube。還有，在信樂團代言的「金庸群俠傳」遊戲廣告播放之後，有人特別惡搞廣告女角的台詞並創造許多影片，其中一支是擷取《交大八舍烤香腸》的一段歌詞來改編的。

## 音樂風格

### 早期——從抒情到社會批評
在國中以前，對於席琳狄翁的歌曲十分熱愛，故風格偏向紓情。然而在法國遇到一位女路人，且與她互相交流彼此喜歡的音樂風格。之後，透過這次交流才使其音樂風格改為搖滾、嘻哈。接著在進入交通大學後，與學長朱乙仲等人成立「資資團」，嘗試簡易的歌曲，但曲風一直不固定。這段期間，先後嘗試另類音樂、龐克音樂、混合重金屬音樂。後來因《成大MP3》的發表而受到熱烈的歡迎，遂決定走上蓬克與嘻哈這二種曲風。到DJ JoeC的加入，其團名正式改為「幹譙堂」，且之後發表的歌曲以對當今社會現實的不滿為主。不過，歌詞創作的部份充滿許多髒話和粗話。

### 現今
成立城市之光後，他們主張包容、尊重和原創意識這三點，且其團體的音樂曲風以嘻哈為主軸。另外，在寫歌詞的方面偏向於社會亂象的批評，像是他幫拷秋勤所寫的《起乩》就有這類風格。

## 性格
從創作歌詞夾雜髒話、性俚語，甚至是個人的看法來看，可以知道做事情很激動，並且很容易為別人打抱不平。也會因為很多人對他心情很不爽，而產生更激烈的反彈，來表達自己的想法。更嚴重的事，會藉由歌曲來批評校長張俊彥主動找記者這件事。表示他十分大膽，並且罵的對象是不分師長，就算是校長也是如此。
另外，他不會因為自己的名氣提高，而變得十分驕傲、囂張。尤其是在《交大八舍烤香腸》被傳遍整個校園之後，這種性格比較明顯，且依然做自己喜歡的事情。

## 人際關係

### 音樂界

#### 團體成員
在讀大學時成立「資資團」，經過二年後才改名為「幹譙堂」。這樂團是林金毛在外面開唱的專屬樂團，另外在創作歌曲時也會協助他一臂之力。剛進入大學的不久，因有一些裝熟的學長時常去干擾，想刻意拉攏。但林金毛為此而感到不滿，遂找「資資團」的成員來集體創作《裝熟》，來批判那些學長的裝熟行為。其中，擔任此樂團貝斯手的朱乙仲是林金毛的同系學長，不過還是二話不說地為他打抱不平，甚至在個人網頁公開《裝熟》是他的創作歌曲。由此可以知道，資資團是多麼支持林金毛。就算這樂團已經解散，但金毛仍然不忘記聯絡過去擔任樂團的DJ好友DJ JoeC，來協助其當時所待的城市之光在台北紅樓前廣場的複選比賽，以晉級至決賽。從這可以知，就算是曾跟金毛交流的樂團好友也會接受其邀請，而豪不猶豫為他盡一份力量。
在大學畢業後，也結交二位好友而成立「城市之光」。

## 音樂作品

### 幹譙堂（1999年－2003年）
在1999年建立時，一開始的名稱叫「資資團」，由林金毛擔任主唱。後來樂團受到熱烈的歡迎，並且有DJ JoeC的加入，才讓樂團名稱為「幹譙堂」，則英文簡稱為「G.G.T」。
- 裝熟→詞曲+編曲／資資團
- 交大八舍烤香腸→詞曲+編曲+製作人／林金毛
- 我們不一樣→詞曲+編曲／林金毛
- 成大MP3→作詞／顏大千、林金毛 作曲+編曲／林金毛
- 偶像明星夢

### 城市之光（2003年－2005年）
在畢業的那年（指2003年），跟兩位好友成立「城市之光」，英文名為「Light Of City」。在這段期間，除了跟成員一起創作，也協助過拷秋勤許多次。
- 起乩→作詞+演唱／FishLIN&范姜&阿德&林金毛 作曲／FishLIN&范姜 編曲／FishLIN&范姜&林金毛[19][21][32]
- 首張團體創作專輯《光合作用》[2]